# Калинович, Константин Юрьевич
Константин Юрьевич Калино́вич (род. 9 августа 1959, Новокузнецк) — украинский художник, график, мастер экслибриса. Член-корреспондент Королевского общества живописцев и граверов (1992).
Обладатель престижных художественных премий международных выставок графики (США, Великобритания, Франция, Польша, Турция, Италия, Бельгия, Китай и др.).

## Биография
Родился 9 августа 1959 года в Новокузнецке.
Учился в Луганской детской художественной школе (педагог Николай Папуцин), где заинтересовался искусством глубокой печати.
В 1992 году окончил факультет графики Украинского полиграфического института имени Ивана Федорова во Львове.
В 1990 году состоялась первая персональная выставка в Великобритании, в 1992 году Константин Калинович получил членство в Королевском обществе живописцев и граверов.
Участник международных художественных выставок (Германия, Италия, Швеция, Нидерланды, Бельгия, Финляндия и др.)
В 2017 году выставка графики художника «Тени зимнего сада» состоялась в Музее Ханенко.
В 1992 году художник получил свою первую награду за участие в VII Международной выставке печатной графики (Сеул, Южная Корея). С тех пор практически каждый год получал премии на международных биеннале и выставках экслибриса или малой графики.
В Украине вышли альбомы Константина Калиновича «Зимние сны» (2007) и «Тени на снегу» (2020).

## Творчество
Константин Калинович работает в технике живописи, станковой графики, экслибриса, создает иллюстрации к книгам.
Мастерски владеет техникой офорта, сухой иглы, акватинты, меццо-тинто, которые иногда раскрашиваются в один-два цвета.
В произведениях художника сочетается мировоззрение современного художника с эхом творчества выдающихся творцов Позднего Средневековья и Северного Возрождения. Происходит своеобразный диалог с художниками прошлого, языком символов и аллегорий создается нереальный мир реальных персонажей и событий.
Работы художника отличаются не только высоким профессионализмом, филигранностью техники, но и реалистичностью образов, граничащих с сюрреализмом. Искусствовед Н. Ю. Беличко отметила:
Работам художника присуща миниатюрная, ювелирная утонченность линий, рисунка, эмоциональная выразительность сюжетов, которые заставляют зрителя искать сложные ассоциативные решения, нередко с философскими обобщениями. В сюрреалистических образах художник зашифровывает собственные ощущения, чаще всего меланхоличные, с лирической грустью.
Гуаши и акварели Калиновича символически и стилистически связаны с книжной миниатюрой позднего Средневековья, с изяществом ее рисунка и ярким колоритом. Оттуда же происходит излюбленная тема времен года и, особенно — зимы, времени развлечений и спокойного отдыха у огня. Сова, мрачный символ человеческого невежества, очевидно попала в мир Калиновича из произведений Босха или его последователя Брейгеля Старшего. Влияние Брейгеля, мастера сложной и многозначной ассоциации, чувствуется во всем, от прямой цитаты из знаменитого «Мизантропа» до наслаждения сказочной красотой зимних пейзажей.
Главным источником вдохновения для Калиновича остается творчество голландцев XVII века, особенно Вермеера и Аверкампа.